# E.B.K. (EveryBodyKilla)
Albums de Blaq Poet
Collection Rare Tracks
(2009) Blaq Death
(2013)

E.B.K. (EveryBodyKilla) est le cinquième album studio de Blaq Poet, sorti le 25 septembre 2012.

## Liste des titres
| No  | Titre                                                                 | Contient un (des) sample(s) de                                                                                           | Durée |
| --- | --------------------------------------------------------------------- | --- | ----- |
| 1.  | Intro                                                                 | Apollo Kids de Ghostface Killah featuring Raekwon One Love de Nas featuring Q-Tip                                        | 2:18  |
| 2.  | EBK (Everybodykilla)                                                  | Throw Your Hands in the Air de Cypress Hill featuring Erick Sermon, MC Eiht et Redman My Melody d'Eric B. & Rakim        | 2:38  |
| 3.  | Fuck You                                                              | Twinz (Deep Cover 98) de Big Pun featuring Fat Joe                                                                       | 2:47  |
| 4.  | Ways of War (featuring Buste Juss et Shabaam Sahdeeq)                 | | 4:19  |
| 5.  | Get Down or Lay Down (featuring Red Eye et Shabaam Sahdeeq)           | | 4:40  |
| 6.  | Q.B. Murderer                                                         | | 2:39  |
| 7.  | No Joke                                                               | | 3:04  |
| 8.  | Front Street                                                          | | 3:25  |
| 9.  | Let's Get High                                                        | Throw Your Hands in the Air de Cypress Hill featuring Erick Sermon, MC Eiht et Redman Microphone Fiend d'Eric B. & Rakim | 3:10  |
| 10. | Too Many Nights                                                       | | 3:23  |
| 11. | Movie Villains [Remix] (featuring Reef the Lost Cauze et Sha Stimuli) | | 3:28  |
| 12. | It's Over Now (featuring Montener the Menace)                         | Twinz (Deep Cover 98) de Big Pun featuring Fat Joe Hot des Beatnuts featuring Greg Nice                                  | 4:07  |
| 13. | Nuts and Screws (featuring Nutso)                                     | | 3:19  |
| 14. | Welcome Back Screwball (featuring Ty Nitty et Scape Scrilla)          | | 3:46  |